# ラムーナス・ナヴァルダウスカス
ラムーナス・ナヴァルダウスカス（Ramūnas Navardauskas、1988年1月30日 - ）は、リトアニア、シィラレー出身の自転車競技（ロードレース）選手。

## 来歴
2007年、ベルギーのコンチネンタルチーム、クライペダ・スプレンディッドにリトアニア人監督のアルトゥラス・トルンパウスカスや、6人のリトアニア人選手らと加入。19歳にして、リトアニア選手権ロードレースで優勝。2008年、トルンパウスカスと4人のリトアニア人選手らと、カザフスタンのコンチネンタルチーム、チームウランに移籍。この年、世界選手権に参加し、U23個人タイムトライアルで26位。2009年、前年までサウニエル・ドゥバルなどの名門チームで監督をしていた、イタリア人監督のピエトロ・アルジェリと息子のマッテオが率いる新しいリトアニアのコンチネンタルチーム、チームピエモンテに参加。しかしチームは4月に解散。
2010年、フランスのアマチュアチームであるVC・ラ・ポム・マルセイユに加入。フランス国内のDN1レースで大活躍しフランス車連のランキングでも上位に入った。リトアニア選手権 個人タイムトライアルでは3位に入り、リエージュ〜バストーニュ〜リエージュエスポワールで優勝した。世界選手権にも参加しU23ロードレースで14位、U23個人タイムトライアルは30位に入った。
2011年、アメリカのプロチームであるガーミン・サーヴェロに加入。プロ1年目にしてツール・ド・フランスに出場し、第2ステージのチームタイムトライアルではチームの優勝に貢献した。
2012年、ジロ・デ・イタリアに出場し、第4ステージのチームタイムトライアルで優勝。2日間マリア・ローザを着用し、最終的には総合137位で完走した。
2014年、ツール・ド・フランス第19ステージでは残り13kmでアタックし独走で優勝した。
2017年、新規ワールドチームのバーレーン・メリダに移籍。この年は、ジロ・デ・イタリアでのヴィンチェンツォ・ニーバリのアシストの核となる活躍を期待された。アルゼンチンのブエルタ・ア・サンフアンでシーズンインし、第3ステージ（個人タイムトライアル）で優勝。チームに初勝利をもたらした。しかし、その後は胃腸炎でジロ・デ・イタリアを欠場。クリテリウム・ドゥ・ドーフィネ後には不整脈が見つかり、結局このシーズンは27日間しかレースを走ることが出来なかった。その後は2,3日に1回は自転車を乗るものの心拍数は120に制限されていたが、12月には医師からの許可も出て本格的なトレーニングを開始し、クロアチアで行われたトレーニングキャンプにも参加。翌年、1月にはツアー・ダウンアンダーでレースに復帰し、第1ステージでは9位に入り総合123位で完走した。
2019年、デルコ・マルセイユプロヴァンスへ移籍。

## 主な戦績
- 2005年
  -  リトアニア選手権 ジュニア 個人タイムトライアル 優勝
  - クープ・ドゥ・プレジデント・ド・ラ・ヴィル・ド・グルジョンツ 第4ステージ 優勝
- 2006年
  - ツール・ドゥ・ペイ・ド・ヴォー
    - 総合3位
    - プロローグ 優勝
- 2007年
  -  リトアニア選手権 ロードレース 優勝
  - ツール・ド・ラ・プロヴァンス・ド・リエージュ
    - 総合2位
    - 第2ステージ 優勝

  - ジッレベーケ～ウェスタウテル～ジッレベーケ 優勝
- 2009年
  -  リトアニア選手権 個人タイムトライアル 3位
- 2010年
  - シルキュイ・メディタレネン 優勝
  - リエージュ〜バストーニュ〜リエージュ U23 優勝
  - ツール・ドゥ・ペリゴール 優勝
  - グランプリ・マティアス・ピストン 優勝
  - ブエルタ・アル・ビダソア
    - 総合3位
    - 第2・第3ステージ 優勝

  - ロンド・ド・リザード・ドアリエージ 第2ステージ
  - ツール・ド・ウール＝エ＝ロワール
    - 総合2位
    - 第3ステージ（チームタイムトライアル） 優勝

  - バックル・ド・ラ・マイエンヌ 第2ステージ 優勝
  - クラシック・シャンパーニュ＝アルデンヌ 優勝
  - グランプリ・ド・サン＝テティエンヌ・ロワール 2位
  -  リトアニア選手権
    - ロードレース 2位
    - 個人タイムトライアル 3位

  - ロンド・ド・カニグー 3位
  - ラ・ドュルトロッシャ 3位
  - バックル・ド・ラ・マルネ 3位
  - ボルタ・ア・トレド 総合3位
  - ヨーロッパ選手権 U23 ロードレース 9位
- 2011年
  -  リトアニア選手権
    - ロードレース 優勝
    - 個人タイムトライアル 2位

  - ツール・ド・フランス 第2ステージ（チームタイムトライアル） 優勝
  - ステル・ZLM・トゥール 総合3位
- 2012年
  - ジロ・デ・イタリア
    - 第4ステージ（チームタイムトライアル） 優勝
    -  総合首位（第4〜第5）

  -  リトアニア選手権
    - 個人タイムトライアル 優勝
    - ロードレース 2位

  - ツアー・オブ・カタール 第2ステージ（チームタイムトライアル） 優勝
  - ポスト・デンマーク・ルント 総合2位
  - 世界選手権 ロードレース 8位
- 2013年
  - ツール・ド・ロマンディ 第2ステージ 優勝
  - ジロ・デ・イタリア 第11ステージ 優勝
  -  リトアニア選手権 個人タイムトライアル 3位
- 2014年
  -  リトアニア選手権 個人タイムトライアル 優勝
  - シルキュイ・ド・ラ・サルト
    - 総合優勝
    - 第3ステージ

  - ツール・ド・フランス 第19ステージ 優勝
  - グランプリ・シクリスト・ド・ケベック 3位
  - グランプリ・シクリスト・ド・モンレアル 4位
- 2015年
  -  リトアニア選手権
    - 個人タイムトライアル 優勝
    - ロードレース 2位

  - シルキュイ・ド・ラ・サルト 総合優勝
  - 世界選手権 ロードレース 3位
- 2016年
  -  リトアニア選手権 ロードレース 優勝
- 2017年
- ブエルタ・ア・サンフアン 第3ステージ（個人タイムトライアル） 優勝

### グランツール

#### ツール・ド・フランス
- 2011年 : 総合157位 第2ステージ（チームタイムトライアル） 優勝
- 2013年 : 総合120位
- 2014年 : 総合141位 第19ステージ 優勝
- 2015年 : 総合143位
- 2016年 : 総合134位

#### ジロ・デ・イタリア
- 2012年 : 総合137位 第4ステージ（チームタイムトライアル） 優勝,  総合首位（第4〜第5）
- 2013年 : 総合87位 第11ステージ 優勝
- 2016年 : 総合122位